# Saint-Georges-du-Vièvre
Saint-Georges-du-Vièvre is een gemeente in het Franse departement Eure (regio Normandië) en telt 640 inwoners (1999). De plaats maakt deel uit van het arrondissement Bernay.

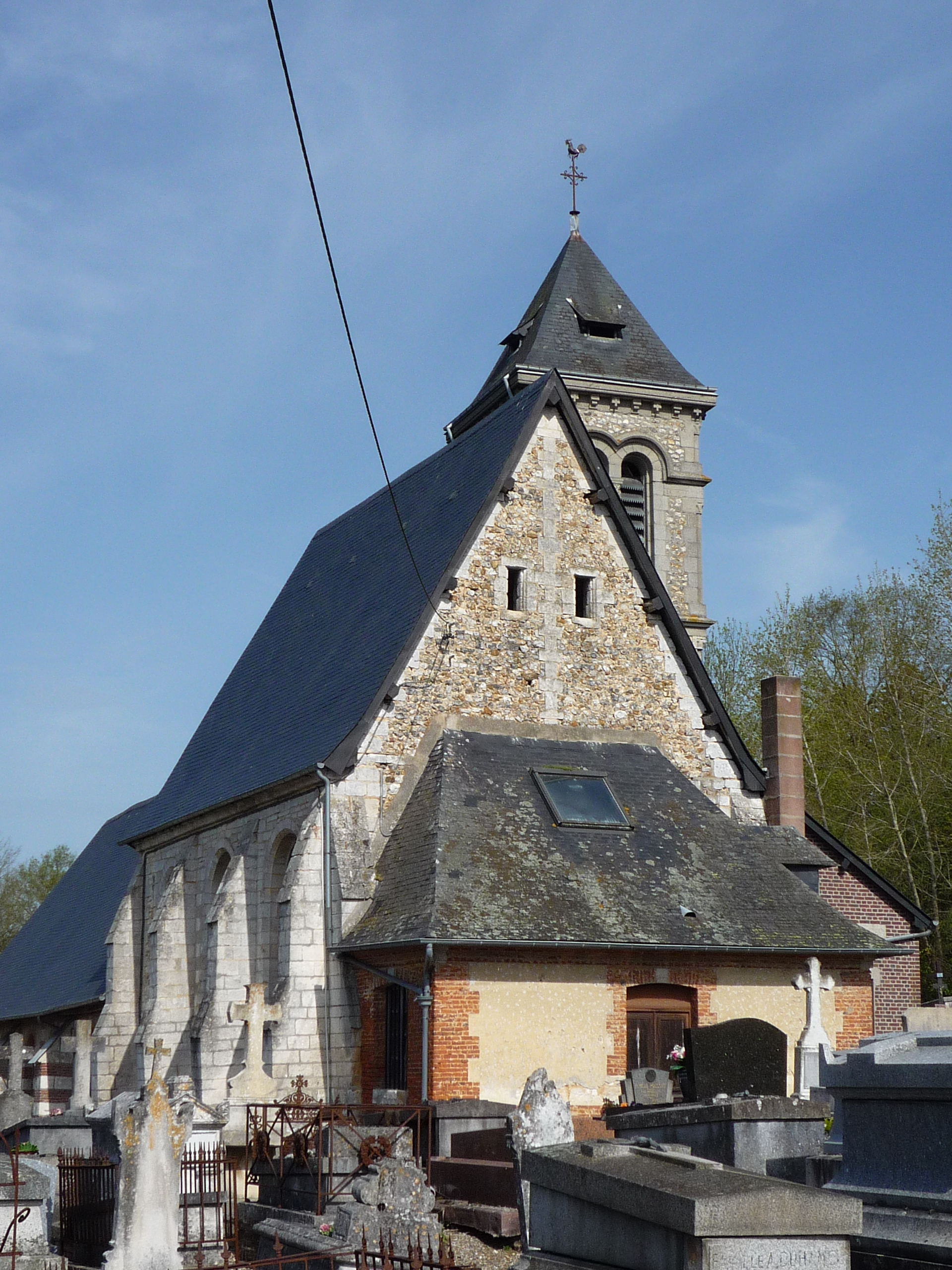
Kerk van Saint-Georges-du-Vièvre
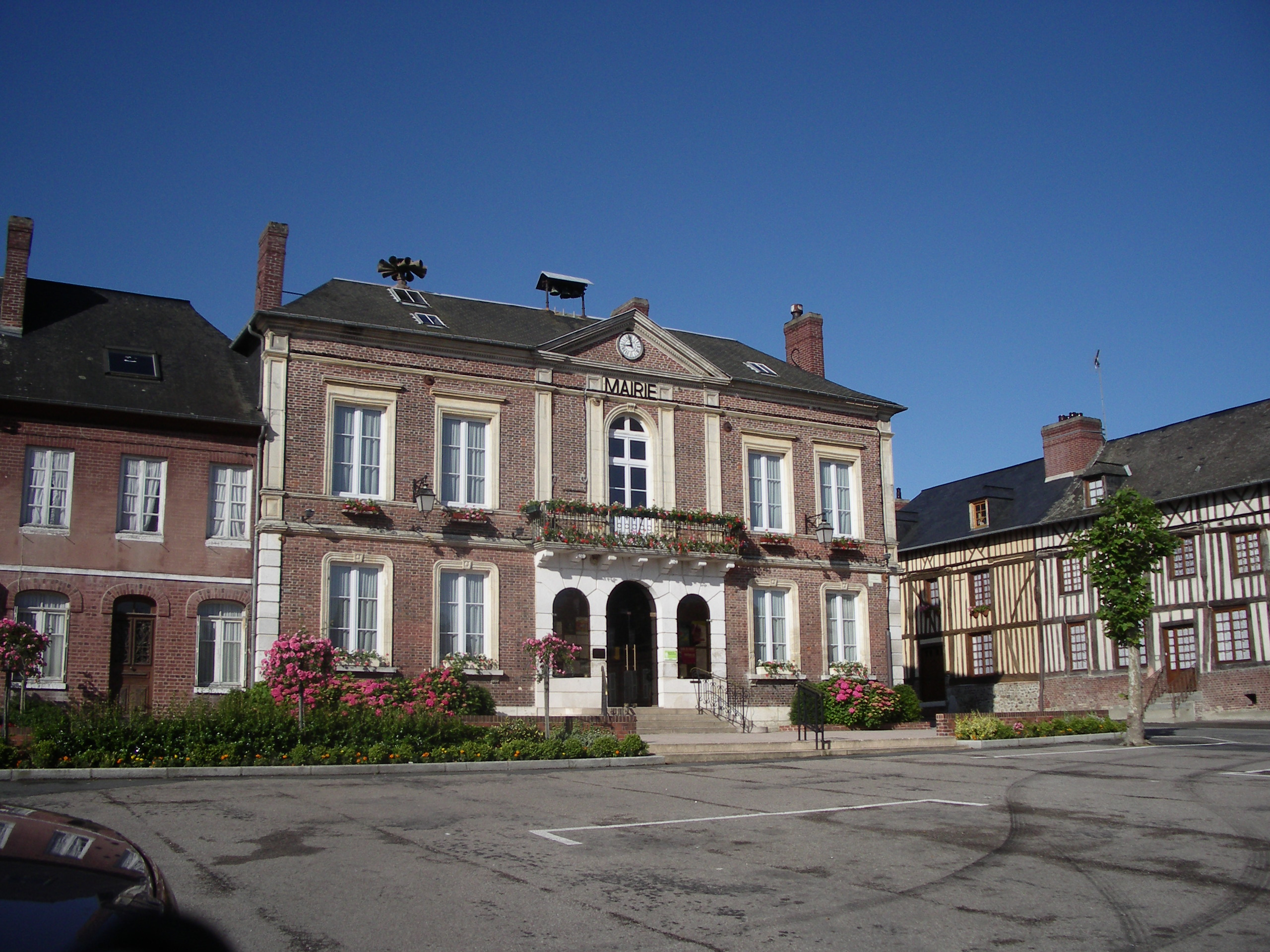
Gemeentehuis
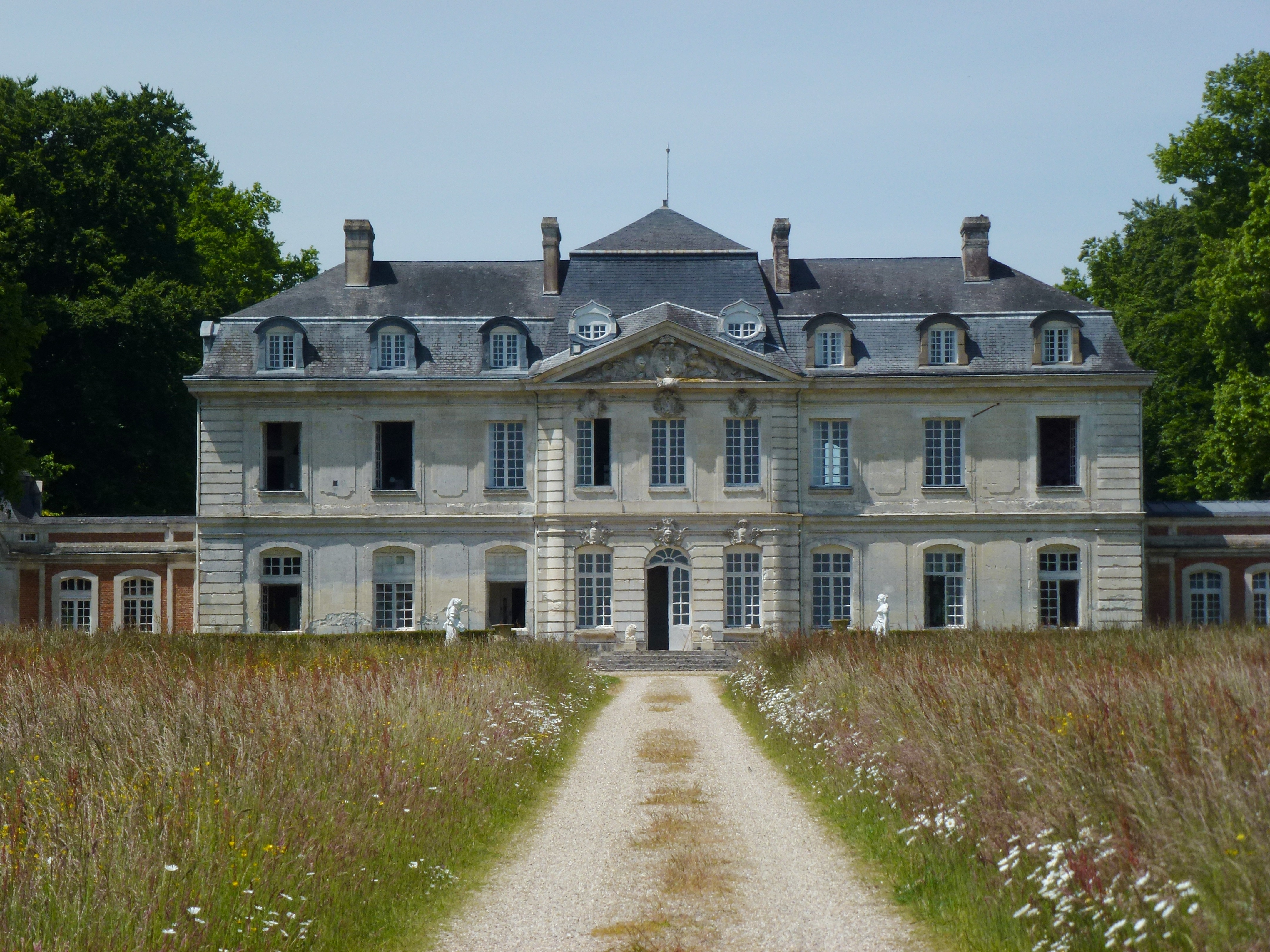
Château de Launay

## Geografie
De oppervlakte van Saint-Georges-du-Vièvre bedraagt 10,2 km², de bevolkingsdichtheid is 62,7 inwoners per km².
De onderstaande kaart toont de ligging van Saint-Georges-du-Vièvre met de belangrijkste infrastructuur en aangrenzende gemeenten.

## Demografie
Onderstaande figuur toont het verloop van het inwonertal (bron: INSEE-tellingen).